# A244
A244は、イタリアのホワイトヘッド社が開発した短魚雷（LWT）。なお、ホワイトヘッド社は2012年よりホワイトヘッド・アンダーウォーター・システムズ（WASS）社に改称しており、また、1993年以降、販売はMU90と同じくユーロトープ社が担当している。

## 概要
A244は、イタリア海軍においてMk.44 mod.2の更新を目的に開発されており、単周波数のエルサーグ社製AG70シーカー（パッシブ/アクティブ両用）を用いていた。開発要求は1968年に発出され、1973年より試作機による試験が開始され、1975年より運用が開始された。続いて1984年には、シーカーとしてセレニア社のCIACIO-Sを搭載した改良型のA244/Sが実用化された。また、1987年には改良型として、ヘリコプター用のmod.1と固定翼機用のmod.2が実用化された。
そして1998年10月には、最終発達型にあたるA244/S mod.3が発表された。これはMU90の技術をバックフィットして開発されており、誘導装置は新型化されている。これは36個の送受波機を6列×6段に配置しており、8本の待ち受けビームを生成することができる。また、電源も鉛蓄電池から塩化銀-マグネシウム電極を用いた海水電池に変更された。
採用国
- アルゼンチン海軍
- バングラデシュ海軍
- 中国人民解放軍海軍（Yu-7として山寨化）
- コロンビア海軍
- エクアドル海軍
- ギリシャ海軍
- インド海軍
- インドネシア海軍
- イラン海軍
- イタリア海軍
- リビア海軍
- マレーシア海軍
- ナイジェリア海軍
- パキスタン海軍
- ペルー海軍
- ポーランド海軍
- シンガポール海軍 - 2023年時点で、シンガポール海軍のフォーミダブル級フリゲートをA224/Sを搭載している[4]。
- スウェーデン海軍
- 中華民国海軍
- トルコ海軍
- アラブ首長国連邦海軍
- ベネズエラ海軍